# Staustufe Kostheim
Die Staustufe Kostheim ist die erste Staustufe vom Rhein kommend am Main beziehungsweise die letzte der 34 Mainstaustufen. Es ist die am meisten befahrene Mainschleuse und neben der Staustufe Iffezheim am Rhein die meistbefahrene Binnenschleuse Deutschlands. Sie ist dem Wasserstraßen- und Schifffahrtsamt Main nachgeordnet. Von 2010/11 bis Ende 2018 befand sich dort die zentrale Abgabenerhebungstelle für die gewerbliche Binnenschifffahrt. Für die Sportschifffahrt war die Nutzung der Schleusen schon immer kostenfrei.
Die Staustufe befindet sich bei Main-Kilometer 3,209 auf einer Höhe von 83,92 Metern über Normalhöhennull, die Stauhaltung beträgt bis zur Staustufe Eddersheim 12,342 km. Die Fallhöhe liegt im Mittel bei 2,36 Meter, da diese abhängig vom Rheinpegel ist.

## Namensgebung
Obwohl die Schleuse den Namen des in der Nähe befindlichen Wiesbadener Stadtteils Kostheim trägt, liegt sie linksmainisch in Ginsheim-Gustavsburg, was daran liegt, dass damals die nächstgrößere Gemeinde genommen wurde. Das in den 2010er Jahren gebaute Wasserkraftwerk liegt rechtsmainisch in Hochheim am Main.

## Geschichte
Ein Nadelwehr gab es ab 1886. Die zwischen 1930 und 1934 im Stil der Neuen Sachlichkeit erbaute Staustufe Kostheim liegt drei Kilometer oberhalb der Mainspitze. Am 1. April 1933 wurde die heutige Schleuse in Betrieb genommen. Die ein Jahr später fertiggestellte Staustufe hat drei Walzenwehre zur Aufstauung des Mains. Der Höhenunterschied beträgt 3,74 Meter. Die beiden Schleusenkammern sind 342 und 339 Meter lang. Die Staustufe Kostheim gilt als eine der verkehrsreichsten Binnenschleusen im deutschen Wasserstraßennetz. Pro Tag passieren sie 65 bis 75 Schiffe, um Fracht wie Mineralerzeugnisse und Gase sowie Steine und Erde auf Europas Wasserstraßen zu transportieren.
Die Staustufe Kostheim ist seit den 2000er Jahren Bestandteil der Route der Industriekultur Rhein-Main. Sie gehört zum Abschnitt Wiesbaden. In der Nähe befindet sich die Eisenbahnbrücke Hochheim, die zum Abschnitt Mainspitze gehört.

## Leitzentrale
An der Schleuse befindet sich seit dem 19. August 2012 (Tag der Einweihung) die Leitzentrale Kostheim. Dort mussten bis Ende 2018 die Berufsschiffer die Schifffahrtsabgabe für die Passage des Mains und des 384 Main-Kilometer entfernten Main-Donau-Kanals bezahlen. Die Abgabe berechnete sich nach den drei Faktoren:
- Ladungsgut (je hochwertiger und gefährlicher umso teurer)
- Tonnage
- Streckenlänge

Ohne Gewähr: Passagierschiffe zahlen für die belegten Passagierbetten und die Streckenlänge. Ohne Passagiere fahrende Schiffe sind abgabenfrei.
Die Befahrensabgabe wurde zum 1. Januar 2019 abgeschafft.
Die Leitzentrale ist seit ihrer Eröffnung für die Schleusen Kostheim und Griesheim zuständig. Im Frühjahr 2013 kam die dazwischen liegende Staustufe Eddersheim hinzu.

## Technik

### Staustufe

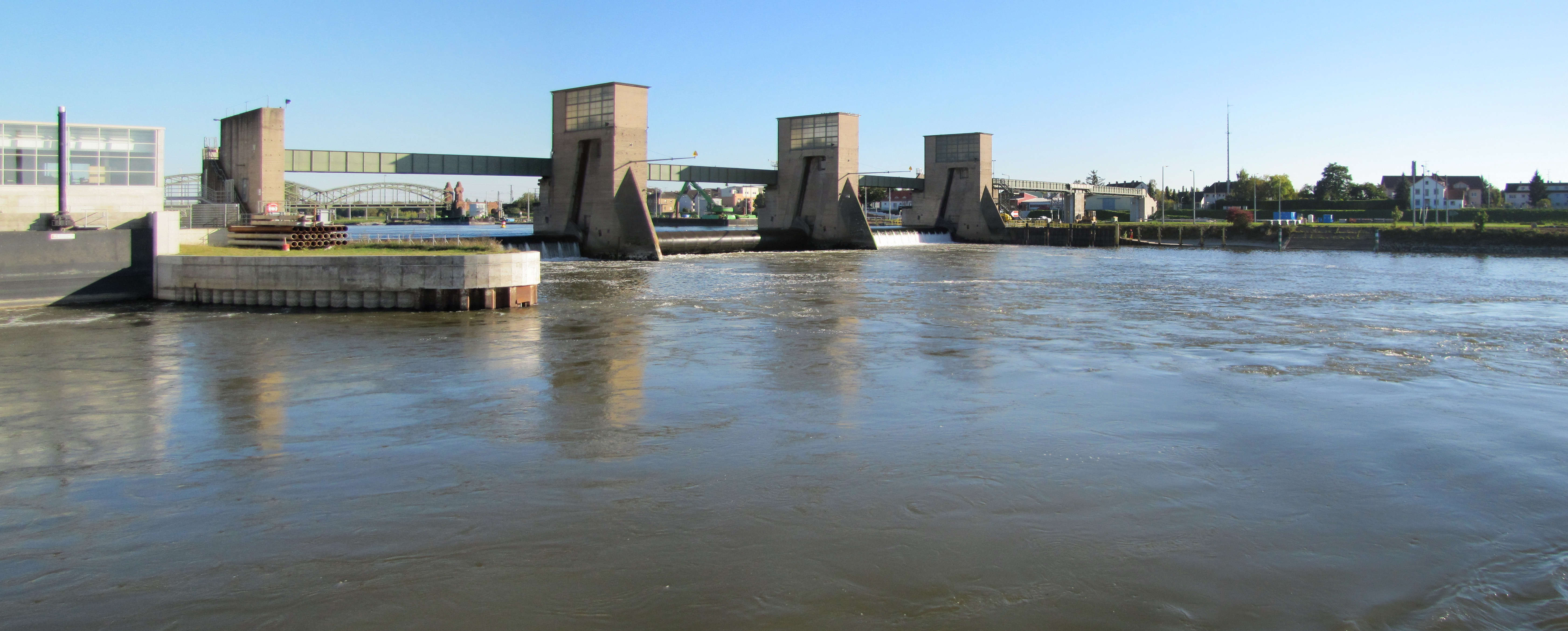
Letzte Main-Staustufe mit Schleuse und seit 2010 Wasserkraftwerk (links) vor der Mündung in den Rhein

Die Staustufe Kostheim ist ein vom benachbarten MAN-Werk Gustavsburg erbautes Walzenwehr mit einer Wehrbreite von dreimal 33,30 Meter lichte Weite und einer Fallhöhe von maximal 3,50 Meter (die Höhe ist vom Rheinpegel abhängig). Bei einem Rhein-Hochwasser können die Walzen komplett aus dem Main gezogen werden und die Schiffe können durch die Staustufe fahren. Die Staustufe ist auf der rechtsmainischen Seite mit einer Fischtreppe ausgestattet.

### Schleuse und Binnenschifffahrt
Der Main ist in die europäische Wasserstraßenklasse Vb eingestuft und für Schiffe bzw. Schubverbände mit einer Länge von 185 Metern und einer Breite von 11,45 Meter, befahrbar. Die Fahrrinne ist ganzjährig mindestens 2,90 Meter tief.
Die rund um die Uhr betriebenen Schleusen machen einen reibungslosen Schiffsverkehr möglich. Derzeit (Stand: 2012) passieren pro Jahr rund 21.000 Güterschiffe mit rund 20 Millionen Tonnen die Schleuse Kostheim. Eine weltweit zukunftsweisende Technik an der Wasserstraße wurde mit der Fernsteuerung von Schleusen eingeführt. Dabei werden von einer Leitzentrale jeweils bis zu vier, maximal jedoch zehn bis zu 120 Kilometer entfernte Schleusen bedient. Ziel war neben der Optimierung des Schleusenbetriebes auch eine Erweiterung der Schleusenbetriebszeiten für die Binnenschifffahrt. Die Schleuse Kostheim wird von der Leitzentrale Kostheim gesteuert. Durch Videokameras können die Schleusenden wie vom wirklichen Steuerstand vor Ort betrachtet werden. Der zuständige Schichtleiter ist für die Sicherheit verantwortlich, er steuert und überwacht den gesamten Schleusungsvorgang.
Die Staustufe besitzt zwei Schleusen mit drei Schleusenkammern und eine Bootsschleuse:
- die Südkammer mit einer nutzbaren Länge von 339,02 Metern und einer nutzbaren Breite von 20,00 Metern, wobei das Tor nur 12,00 Meter breit ist, wurde 1933 in Betrieb genommen. Der Wasserdurchsatz pro Schleusung beträgt 19.000 Kubikmeter. Sie ist die älteste der beiden Schleusen und wird wegen ihrer Krümmung auch „Bananenschleuse“ genannt. Die breitere Kammergröße ist der Kettenschifffahrt auf dem Main geschuldet, die Lastkähne wurden damals in der Schleuse nebeneinander vertäut, um die langen Schleppverbände in einem Schleusungsvorgang zu befördern. Ein Umbau fand 1965 statt.
- die Nordkammer wurde 1935 mit 341,90 Meter Länge und 15,00 Meter Breite eröffnet. Der Wasserdurchsatz beträgt dort pro Schleusung 15.500 Kubikmeter. Die Nordkammer kann im Bedarfsfall in zwei einzelne Kammern (Oberkammer: 112 Meter, Unterkammer: 229 Meter) unterteilt werden. Dies ist bei der gleichzeitigen Schleusung von Personen- und Gefahrgutschiffen notwendig, da beide nicht in der gleichen Kammer liegen dürfen.
- die Bootsschleuse ist 21,90 Meter lang und 3,50 Meter breit. Sie muss von den Bootsleuten selbst bedient werden.

Vor den Schleusenkammern ist je ein gut 500 Meter langer oberer und unterer Vorkanal angelegt, in dem Schiffe auf die Durchschleusung warten können. Auf der Bergseite beginnt der Vorkanal unter der Autobahnbrücke. Die Anlage, durch die täglich etwa 65 bis 75 Schiffe fahren, ist rund um die Uhr besetzt und in Betrieb.

### Verkehr
| Jahr | Frachtschiffe | Fahrgastschiffe | Güteraufkommen in Gütertonnen | Standardcontainer |
| ---- | ------------- | --------------- | ----------------------------- | ----------------- |
| 1933 | …             | …               | …                             | …                 |
| …    | …             | …               | …                             | …                 |
| 2014 | 15.960        | 1.191           | 15.704.666                    | 84.520            |
| 2015 | 15.779        | 1.225           | 13.985.605                    | 79.128            |
| 2016 | …             | …               | …                             | …                 |

Über die in Handbetrieb von den Bootsführern geschleusten Sportboote liegen keine Angaben vor. Jeweils gut 40 Prozent der geschleusten Schiffe führten 2014 und 2015 die deutsche bzw. die niederländische Flagge. Die Gütergruppen mit den meisten Gütertonnen waren zu Berg Steine, Erden und Baustoffe, gefolgt von Mineralölerzeugnissen, zu Tal befördert waren es land- und forstwirtschaftliche Erzeugnisse, gefolgt von anderen Nahrungs- und Futtermitteln.

### Wartungssteg
Der aus Gitterrosten bestehende Steg oberhalb der Schleusenwalzen ist nur als Wartungssteg ausgelegt und dient dem Personal der WSV und den Schiffsbesatzungen. Die Nutzung durch Fußgänger wird lediglich geduldet. Ein Recht auf Passage besteht nicht.

### Wasserkraftwerk
Das Wasserkraftwerk wurde von den Stadtwerken Ulm/Neu-Ulm (70 %) und den Halblechkraftwerken Einsiedler aus Memmingen (30 %) 2009 gebaut und wird seit der Fertigstellung 2011 von deren gemeinsamen Tochter WKW Staustufe Kostheim/Main GmbH & Co. KG betrieben.
Die Fallhöhe des Wassers ist abhängig vom Wasserstand des Rheins. Im Mittel beträgt der Höhenunterschied 2,36 m. Zwei Kaplan-Pit-Rohrturbinen erzeugen eine Leistung von 4960 Kilowatt. Die Jahreserzeugung beträgt anteilig für die Stadtwerke Ulm 12,9 Millionen Kilowattstunden.
In die Kritik geriet die neu gebaute Fischtreppe kurz nach der Inbetriebnahme des Wasserkraftwerkes, da sie nicht richtig funktioniert. Eine 2012 veröffentlichte wissenschaftliche Langzeitstudie über die Durchgängigkeit bewies endgültig die gravierenden Mängel in der Funktion der Fischauf- und Fischabstiegsanlagen.